# استودیو برادران وارنر (انگلستان)
استودیو برادران وارنر (به انگلیسی: Warner Bros. Studios) (استودیو هری پاتر)، مجموعه استدیویی با ۸۰ هکتار در Leavesden هرتفوردشر در جنوب غربی انگلستان است.
این استودیو یک مرکز مهم تولید هواپیما در جنگ جهانی دوم بود.
این مکان که شامل صحنه‌های دیده شده در در فیلم مشهور هری پاتر است، هر روزه بازدید کننده‌های فراوانی را می‌پذیرد.

## نگارخانه
|  |  |  |